# Routes E5x
Pour un article plus général, voir Route européenne.
 (novembre 2024).
Si vous disposez d'ouvrages ou d'articles de référence ou si vous connaissez des sites web de qualité traitant du thème abordé ici, merci de compléter l'article en donnant les références utiles à sa vérifiabilité et en les liant à la section « Notes et références ».
Routes européennes de type 5x[pas clair].

## Routes de classe A
| Routes E | Am.(*) | Trajet                                                 | Itinéraire elbruz.org | Article(s) Wikipedia | Autres liens |
| -------- | ------ | ------------------------------------------------------ | --------------------- | -------------------- | ------------ |
| E 50     | (*)    | Brest (F) - Moukatchevo (UA) - Makhatchkala (RUS)      | E50                   | E50                  | -            |
| E 51     | -      | Berlin - Nuremberg (D)                                 | E51                   | E51                  | -            |
| E 52     | -      | Strasbourg (F) - Salzbourg (A)                         | E52                   | -                    | -            |
| E 53     | -      | Plzeň (CZ) - Munich (D)                                | E53                   | E53                  | -            |
| E 54     | -      | Paris (F) - Munich (D)                                 | E54                   | -                    | -            |
| E 55     | -      | Helsingborg (S) - Kalamata (GR)                        | E55                   | E55                  | -            |
| E 56     | -      | Nuremberg (D) - Sattledt (A)                           | E56                   | -                    | -            |
| E 57     | -      | Sattledt (A) - Ljubljana (SLO)                         | E57                   | -                    | -            |
| E 58     | (*)    | Vienne (A) - Bratislava (SK) - Rostov-sur-le-Don (RUS) | E58                   | -                    | -            |
| E 59     | -      | Prague (CZ) - Zagreb (HR)                              | E59                   | -                    | -            |

(*) Voir ci-dessous dans la section « amendement(s) »

## Routes de classe B
| Routes E | Am.(*) | Trajet                              | Itinéraire elbruz.org | Article(s) Wikipedia | Autres liens |
| -------- | ------ | ----------------------------------- | --------------------- | -------------------- | ------------ |
| E 501    | -      | Le Mans - Angers (F)                | E501                  | -                    | -            |
| E 502    | -      | Le Mans - Tours (F)                 | E502                  | -                    | -            |
| E 511    | -      | Courtenay - Troyes (F)              | E511                  | -                    | -            |
| E 512    | -      | Remiremont - Mulhouse (F)           | E512                  | -                    | -            |
| E 531    | -      | Offenbourg - Donaueschingen (D)     | E531                  | -                    | -            |
| E 532    | -      | Memmingen - Füssen (D)              | E532                  | -                    | -            |
| E 533    | -      | Munich (D) - Innsbruck (A)          | E533                  | -                    | -            |
| E 551    | -      | České Budějovice - Humpolec (CZ)    | E551                  | -                    | -            |
| E 552    | -      | Munich (D) - Linz (A)               | E552                  | -                    | -            |
| E 571    | -      | Bratislava - Košice (SK)            | E571                  | -                    | -            |
| E 572    | -      | Trenčín - Žiar nad Hronom (SK)      | E572                  | -                    | -            |
| E 573    | -      | Püspökladány (H) - Oujhorod (UA)    | E573                  | -                    | -            |
| E 574    | (*)    | Bacău - Pitești (RO) - Craiova (RO) | E574                  | -                    | -            |
| E 575    | -      | Bratislava (SK) - Győr (H)          | E575                  | -                    | -            |
| E 576    | (*)    | Cluj-Napoca - Dej (RO)              | E576                  | -                    | -            |
| E 578    | (*)    | Saratel - Chichiș (RO)              | -                     | -                    | -            |
| E 581    | -      | Mărășești (RO) - Odessa (UA)        | E581                  | -                    | -            |
| E 583    | (*)    | Roman - Iași (RO) - Jytomyr (UA)    | E583                  | -                    | -            |
| E 584    | (*)    | Poltava (UA) − Slobozia (RO)        | -                     | -                    | -            |
| E 592    | (*)    | Krasnodar - Djoubga (RUS)           | -                     | -                    | -            |

(*) Voir ci-dessous dans la section « amendement(s) »

## Amendement(s): extension ou modification du réseau
- E 50 : extension Moukatchevo - Ternopil − Khmelnytskyï − Vinnytsia − Ouman − Kropyvnytskyï − Dnipro − Donetsk (UA) − Rostov-sur-le-Don − Armavir − Mineralnye Vody − Makhatchkala (RUS)
- E 58 : extension Bratislava - Zvolen − Kosîce (SK) − Oujhorod − Moukatchevo − Halmeu − Suceava − Iași (RO) − Chișinău (MOL) − Odessa − Mykolaïv − Kherson − Taganrog − Rostov-sur-le-Don (RUS)
- E 574 : extension Pitești - Craiova (RO)
- E 576 : limitation à Dej (RO)
- E 578 : nouvelle route Saratel - Reghin − Toplița − Gheorgheni − Miercurea-Ciuc − Sfantu − Gheorghe - Chichiș (RO)
- E 583 : suppression de l'itinéraire Iași - Sculeni (RO) et extension Iași (RO) - Bălți (MOL) - Mohyliv-Podilskyï − Vinnytsia − Jytomyr (UA)
- E 584 : nouvelle route Poltava - Kropyvnytskyï (UA) − Chișinău − Giurgiulești (MOL) − Galați − Slobozia (RO)
- E 592 : nouvelle route Krasnodar - Djoubga (RUS)

Suivant amendements à l'accord européen sur les grandes routes de trafic international (doc. TRANS/SC.1/2001/3 du 20/07/2001 et TRANS/SC.1/2002/3 du 09/04/2002)